# Horst Siebert (Pädagoge)
Horst Karlheinz Siebert (* 8. Juli 1939 in Iserlohn; † 22. Oktober 2022) war ein deutscher Erziehungswissenschaftler. Er war von 1977 bis 2007 Professor an der Leibniz-Universität Hannover.

## Leben
Nach dem Studium der Literaturwissenschaft, Altphilologie, Philosophie in Kiel und München folgte 1965 die Dissertation über den Einfluss Hegels auf Friedrich Hebbel. 1966 wurde er Assistent am Institut für Pädagogik der Ruhr-Universität Bochum, 1969 erfolgte die Habilitation über Erwachsenenbildung in der DDR. Ab 1970 war Siebert Professor für Erwachsenenbildung an der Pädagogischen Hochschule Niedersachsen, ab 1977 an der Universität Hannover. Ferner war er Honorarprofessor an der Universität Alexandru Ioan Cuza Iași (Rumänien) und hatte Lehraufträge in Sofia, Wien, Bielefeld und Lüneburg. Siebert gehörte zu den führenden Konstruktivisten in der deutschen Erziehungswissenschaft. Er galt als Spezialist für die Erwachsenenbildung, forschte außerdem zu Bildungstheorie, Didaktik, Umweltbildung und Lehr-Lern-Forschung.

## Schriften (Auswahl)
- Erwachsenenbildung in der Erziehungsgesellschaft der DDR. Bertelsmann Universitätsverlag, Düsseldorf 1970, DNB 458945455 (Zugleich Habilitationsschrift an der Universität Bochum).
- Bildungspraxis in Deutschland: Schule und Erwachsenenbildung der BRD und DDR im Vergleich, Bertelsmann Universitätsverlag, Düsseldorf 1970, ISBN 3-571-09254-6.
- Pädagogischer Konstruktivismus. Lernzentrierte Pädagogik in Schule und Erwachsenenbildung, 3. Auflage, Beltz, Weinheim  2005, ISBN 3-407-25399-0.
- Theorien der Erwachsenenbildung. Phasen – Richtungen – Kontroversen, Juventa, Weinheim 2009, Enzyklopädie Erziehungswissenschaft online.
- Didaktisches Handeln in der Erwachsenenbildung. Didaktik aus konstruktivistischer Sicht, 8. Auflage, ZIEL, Augsburg 2019, ISBN 978-3-96557-046-7.